# André Payan (tourisme)
Pour les articles homonymes, voir André Payan.
 (novembre 2020).
André Payan, né le 6 juillet 1913 à Entraunes (Alpes-Maritimes) et mort le 7 avril 1984 à Nice, est une personnalité française du monde du tourisme. Il est notamment connu pour avoir fondé l'Association mondiale pour la formation touristique en 1969.

## Biographie

### Enfance et scolarité
André Payan est né le 6 juillet 1913 dans la commune montagnarde d'Entraunes (Alpes-Maritimes).  Son père, César Payan (1879-1918), en est le maire, tandis que sa mère, Honorine Payan née Bermond (1888-1960), originaire de Bendejun, y est institutrice. Ses parents sont mariés depuis février 1909 et ont déjà un premier fils, Marcel. Âgé d'un an au début de la Première Guerre mondiale, André Payan ne connaît pas son père, tué en août 1918 lors de la grande offensive alliée de la Somme.
Orphelin de père et pupille de la Nation, il réussit le concours d'entrée à l'école normale de Nice puis, à 19 ans, à celui de l'École normale supérieure de l'enseignement technique. De 1934 à 1936, il effectue ses obligations militaires et passe par l'École des officiers de réserve de Saint-Maixent. Il en sort sous-lieutenant de réserve, avant d'être nommé professeur à Boulogne-sur-Mer avec son épouse.

### Fondateur et rédacteur en chef du journal progressisteLe Réveil Boulonnais
C'est à Boulogne-sur-Mer qu'il crée Le Réveil Boulonnais, un journal engagé dont il devient le rédacteur en chef. La ligne éditoriale du journal est favorable au mouvement ouvrier de 1936 et au Front populaire. Le titre de presse soutient ensuite les républicains espagnols et critique la politique anglo-française de non-intervention en Espagne pendant la Seconde Guerre mondiale.

### Engagement pendant la Seconde Guerre mondiale

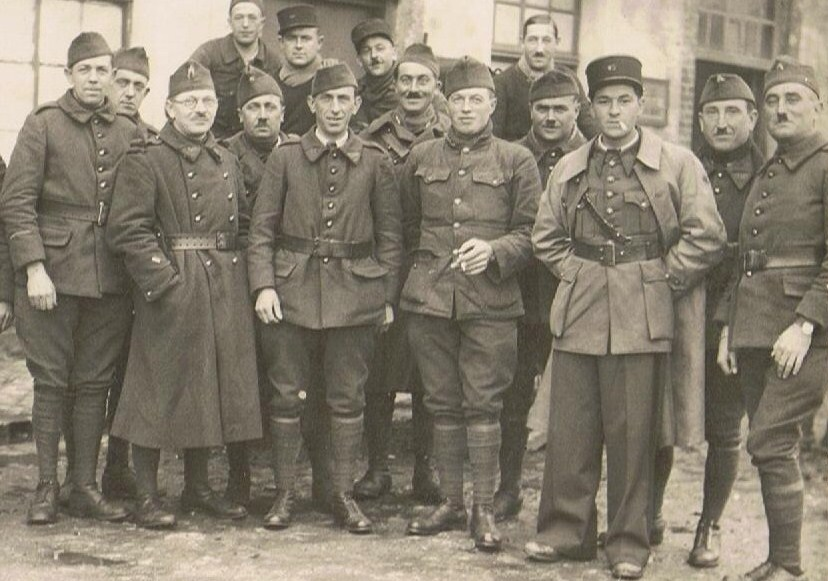
Le jeune officier d'infanterie André Payan, aux côtés d'autres soldats pendant la Seconde Guerre mondiale.

En septembre 1939, André Payan est mobilisé au grade de lieutenant dans le nord de la France pendant huit mois. Le 10 mai 1940, il est dans le massif boisé des Ardennes, non protégé par la ligne Maginot car déclaré « infranchissable par les blindés », selon l'état-major français. Pendant cinq jours, il repousse avec ses hommes les attaques des avant-gardes ennemies. Le 15 mai 1940, ils refusent d'obéir à l'ordre de repli puis, menacés de passer en conseil de guerre, ils battent finalement en retraite et se rendent à Dunkerque pour participer à l'opération Dynamo. Son unité participe à la défense de l'embarquement des 338 000 soldats alliés vers l'Angleterre. Le 4 juin 1940, il fait partie des 35 000 survivants faits prisonniers par les forces allemandes.

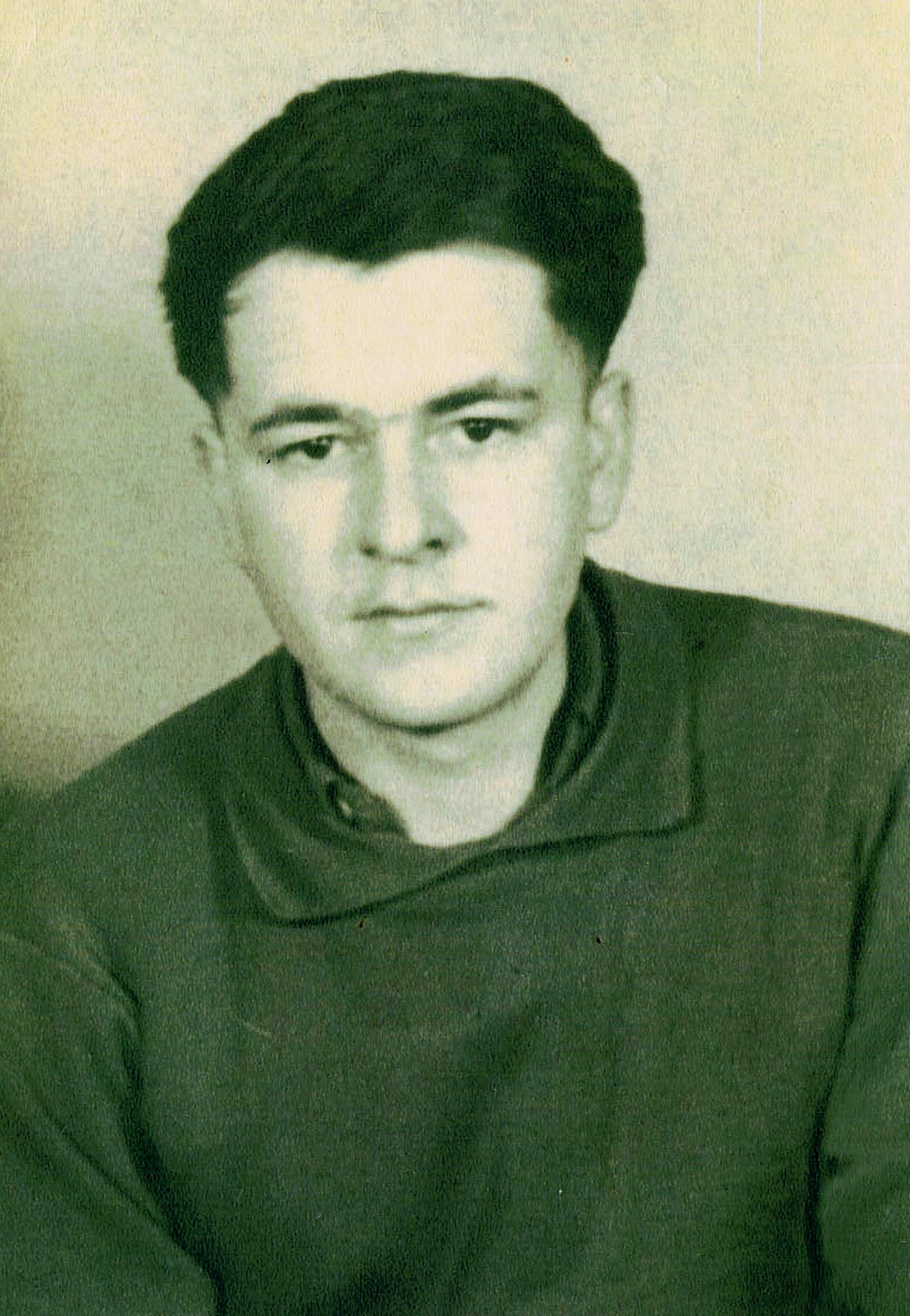
André Payan est fait prisonnier en Allemagne nazie.

André Payan est transféré en Allemagne. En février 1945, devant l'avancée des armées soviétiques, les nazis le transfèrent de l'Oflag IV-D d'Hoyerswerda à l'Oflag IV-B de la forteresse de Königstein (à 30 km au sud-est de Dresde), où sont logés les généraux français faits prisonniers (à l'exception du général Giraud qui s'en est échappé en 1942). Il est libéré le 8 mai 1945 par les soldats de l'Armée rouge. Seul officier français parlant l'allemand et le russe — langues qu'il a appris pendant ses cinq années de captivité —, André Payan procède à l'inventaire et à la protection des collections nationales de Dresde.

### Fondation de l'Association mondiale pour la formation touristique
De retour en France, il est nommé avec son épouse à l'école hôtelière de Nice, où il est chargé du développement de l'enseignement touristique et de la formation continue avec, notamment, la responsabilité de mettre en place des circuits touristiques sur la Côte d'Azur. En 1969, il fonde l'Association mondiale pour la formation touristique (AMFORT), une organisation non gouvernementale qui regroupe des professionnels du tourisme, des transports, de l'hôtellerie et de la restauration. André Payan participe en parallèle aux instances de l'Association internationale du transport aérien (IATA).

### Chef de projet pour l'ONU
En 1970, André Payan rejoint le Bureau international du travail (BIT) comme expert pour l'aide au développement touristique des pays en voie de développement, dans le cadre du Programme des Nations unies pour le développement. Il commence comme chef de projet au Liban puis travaille successivement en Tunisie, en Irak, au Zaïre, en Guinée et enfin au Cameroun.
Il décède le 7 avril 1984 à Nice.

## Publications
- André Payan, Le tourisme des côtes, t. 1 : La Méditerranée française, Nice, École de Tourisme de Nice, 1967, 79 p.
- André Payan, Le tourisme des côtes, t. 2 : La Méditerranée, 2e partie, Nice, École de Tourisme de Nice, 1967, 64 p.
- André Payan, Le tourisme des côtes, t. 3 : Les rivages océaniques, Nice, École de Tourisme de Nice, 1967, 131 p.
- André Payan, La Délivrance du musée (récit historique adressé au conservateur du musée de Dresde), Nice, mai 1983